# قائمة موانئ السعودية
تتضمن القائمة أدناه قائمة الموانئ السعودية وتنقسم إلى الموانئ الرئيسة التي تتولى الهيئة العامة للموانئ السعودية الإشراف عليها مباشرةً، والموانئ الفرعية التابعة:

## الموانئ السعودية الرئيسة في البحر الأحمر

### ميناء جدة الإسلامي

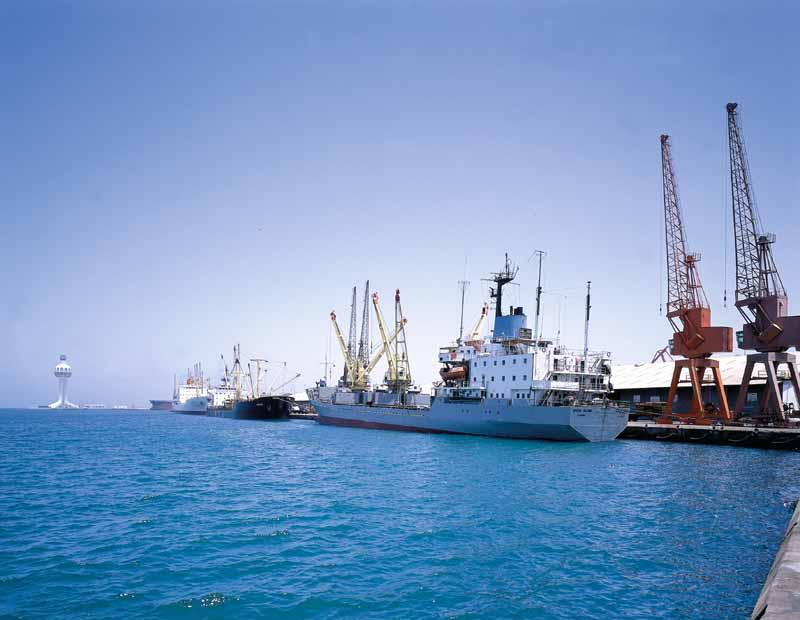
ميناء جدة الإسلامي.

يقع في مدينة جدة على ساحل البحر الأحمر، وهو أكبر ميناء بحري في المملكة العربية السعودية، تصل طاقته الاستيعابية إلى 130 مليون طن، وتساعد معدات الميناء المتطورة على استقبال 39 سفينة في آن واحد من مختلف الأشكال والأحجام والحمولات وطول الغاطس، وأكبر سفن الحاويات بالعالم بطول 400 متر، وبطاقة حمولة قصوى 19.800 حاوية قياسية، تشرف عليه الهيئة العامة للموانئ السعودية، ويديره حالياً الكابتن البحري عبد الله بن عواد الزعمي.
أنشئ ميناء جدة الإسلامي في عهد ثالث الخلفاء الراشدين عثمان بن عفان سنة 26 هـ / 646 م ليحل محل ميناء الشعيبة الواقعة جنوب غرب مكة المكرمة بالسعودية. ويرى البعض أن ميناء جدة الإسلامي هو ميناء قديم يعود تاريخه إلى الفترة السابقة للإسلام. ازدهرت مدينة جدة وازدادت عمارتها لتصبح الميناء الرئيس لمكة المكرمة، وبسبب قربها من الموانئ الجنوبية لشبة الجزيرة العربية لا سيما عدن، وتوسطها بين موانئ البحر الأحمر، وكذا قربها من ميناء سواكن وعيذاب أصبح ميناء جدة الإسلامي يستقطب تجارة البحر الأحمر لقرون عدة.، وقد أُستخدم الميناء بواسطة السفن الشراعية المتجهة من وإلى سواحل البحر الأبيض المتوسط، حاملةً معها العاج، وريش الطاووس، وأخشاب الصندل، واُستخدم أيضاً كعبور لبضائع الترانزيت.

### ميناء جازان
يقع ميناء جازان في مدينة جازان على ساحل البحر الأحمر ويبعد عن مضيق باب المندب الدولي حوالي 190 ميل. والميناء قريب جدا من طرق التجارة البحرية الشرقية والغربية بين أوروبا والشرق الأقصى والخليج العربي وشرق أفريقيا. ترتبط مدينة جازان بباقي مناطق المملكة عن طريق شبكة طرق حديثة تمكنها من خدمة المناطق الجنوبية الشرقية من المملكة. وميناء جازان ميناء حديث، مجهّز جيدا، ذو مياه عميقة وعمالة عالية المهارة لضمان الكفاءة والسرعة في مناولة السفن.

### ميناء الملك فهد الصناعي بينبع
هو ميناء يقع بمحافظة ينبع على ساحل البحر الأحمر، ويعتبر الميناء الأكبر في تحميل الزيت الخام والمنتجات المكررة والبتروكيماويات على البحر الأحمر، وهو مخصص لخدمة المجمعات الصناعية وتلبية متطلباتها بالإضافة إلى تصدير البترول الخام ومشتقاته المكررة وكذلك البتروكيماويات السائلة والصلبة إلى الأسواق العالمية، وتصل قدرة الميناء المناولـة إلى 130 مليون طن في العام.

### ميناء ينبع التجاري
هو ميناء يقع على الساحل الشرقي للبحر الأحمر وعلى مسافة تبعد حوالي 460 ميل بحري جنوب قناة السويس و 168 ميل بحري شمال غرب ميناء جدة الإسلامي. خلال عام 2018 بلغ عدد البضائع المناولة في الميناء 4,094,883 ملايين طن مقابل 2,827,853 مليوني طن، بنسبة زيادة بلغت 45% عن العام السابق

### ميناء ضباء
يقع في مدينة ضبا التابعة لمنطقة تبوك، شمال غربي المملكة العربية السعودية. ويعد واحداً من أقدم الموانئ على ساحل البحر الأحمر. في القرن الثالث عشر كان ميناء ضباء يستقبل الحجاج عن طريق رصيف صغير مصنوع من الخشب للقطائر الشراعية المسماة (الدهو) لإنزال حمولتها في المرسى الكائن في السقالة بالكراع، وكان يعمل على الخط عدد كبير من هذه القطائر بين مينائي ضباء والسويس بجمهورية مصر العربية، ويعد موقع الكراع حالياً واحداً من أجمل المواقع السياحية بمنطقة تبوك، يصفه الجغرافي أحمد بن عمر العذري الأندلسي بأنه مرسى مأمون للسفن وبه سبعة آبار عذبة، كما وصفه البكري في كتابه (الممالك والمسالك) بأنه مرفأ مأمون للسفن، وذكره الحميري في كتابه (الروض المعطر) بأنه مرفأ مأمون للسفن وبه آبار عذبة وشجر (المقل).
أما ميناء ضباء في العهد السعودي افتتح عام 1415 هـ ليكون حلقة ارتباط بين المنطقة الشمالية الغربية للمملكة والاقتصاد العالمي. ويتمتع الميناء بمقومات جغرافية تدعمه في استقطاب البضائع المتجهة إلى المنطقة الشمالية السعودية ودول مجلس التعاون الخليجي والعراق حيث يقع بنهاية الساحل الشمالي للبحر الأحمر ويبعد عن مدينة تبوك 210كم غربا ويبعد عن مدينة العقبة الأردنية 296 كم. ويعد ميناء ضبا أقرب ميناء سعودي للموانئ المصرية المطلة على البحر الأحمر حيث تبلغ المسافة بينه وبين ميناء شرم الشيخ 62ميلاً بحرياً وميناء الغردقة 96 ميلا بحرياً وميناء سفاجا 105 ميلا بحريا كما أنه أقرب الموانئ السعودية لقناة السويس حيث تبلغ المسافة بينهما 253 ميلا بحريا تقطعها السفن في حوالي 17 ساعة بمعدل سرعة تبلغ 12 عقدة وبالتالي فهو أقربها لدول حوض البحر الأبيض المتوسط ومنفذها بالمنطقة على خطوط التجارة الدولية.

### ميناء الملك عبد الله
هو ميناء تجاري يقع في مدينة الملك عبد الله الاقتصادية في محافظة رابغ منطقة مكة المكرمة في المملكة العربية السعودية. افتتحه ولي العهد الأمير محمد بن سلمان في فبراير 2019، وهو أول ميناء في المملكة يديره ويطوره القطاع الخاص. يخدم الميناء أسواق رئيسية عدة، ويشكّل الميناء نقطة جذب أساسية للتبادل التجاري بين قارّتي آسيا وأوروبا، ويتميز الميناء بموقع جغرافي هام مناسب تماما لخدمة أسواق الشرق الأوسط والخليج العربي والسعودية، ويقع الميناء على مقربة من المشاريع الصناعية في جدة ورابغ وينبع فضلاً عن مراكز الكثافة السكانية في جدة ومكة المكرمة والمدينة المنورة.
بدأ الميناء عمليات الشحن العابر في سبتمبر 2013، والتشغيل الكامل شاملاً أنشطة الاستيراد والتصدير في يناير 2014 م، وفي نهاية عام 2018، ارتفعت طاقة الميناء الإنتاجية السنوية إلى 2,301,595 حاوية قياسية، بزيادة تجاوزت 36% مقارنة بالعام 2017، إضافة إلى أن أرصفة الميناء تتميز بعمق 18 متراً، ما يجعلها أعمق أرصفة العالم، وسيتم تطبيق هذا العمق على جميع أرصفة الميناء التي يبلغ عددها 30 رصيفاً مجهزة بأحدث الرافعات المتطورة في العالم.

## الموانئ السعودية الرئيسة بالخليج العربي

### ميناء الملك عبد العزيزفيالدمام
هو الميناء الرئيسي للمملكة على الخليج العربي. الميناء مكتفٍ ذاتياً بتوفر المكاتب الإدارية والورش البحرية والميكانيكية والكهرباء والهاتف وشبكة الاتصالات البحرية ومحطة تكرير المياه، ويحتوي أيضا على عيادة وقسم أطفائية، ويرتبط الميناء بعدة طرق سريعة وسكة حديد مع الميناء الجاف في الرياض، ويغطي الميناء ككل مساحة 193مليون متر مربع. وللميناء أسطوله الخاص من قوارب الإطفاء وقوارب نقل النفايات وقوارب المسح وغيرها. وقد كان للميناء دورا مهما في فترة تحرير الكويت في حرب الخليج الثانية، تشرف عليه الهيئة العامة للموانئ.

### ميناء رأس الخير
هو ميناء صناعي سعودي يقع في مدينة رأس الخير شرقي السعودية على ساحل الخليج العربي، ويبعد حوالي 80 كم من مدينة الجبيل السعودية الصناعية وقد بدأ العمل بإنشائه في عام 2008م، حيث يعتبر الميناء أحدث ميناء سعودي صناعي وتكمن أهميتة بوقوعه في منطقه صناعية جديدة متنوعة الإنتاج. يتكون جسم الميناء من ثلاث بحيرات اصطناعية مساحتها الإجمالية (6,3) مليون متر مربع تقريباَ وهي محمية من جميع الجهات وقد خصصت البحيرة الغربية لحماية مأخذ مياه التبريد التي تغذي المجمع الصناعي أما البحيرة الشرقية فهي للتوسع المستقبلي للميناء ويشغل حوض الميناء البحيرة الرئيسية أو الوسطى وتبلغ مساحتها (3,3) مليون متر مربع وتحتوي على أرصفته. يتصل حوض الميناء الرئيسي بالبحر المكشوف بواسطة قناة اقتراب بحرية معلمة بالكامل بالمساعدات الملاحية طولها (13) ميل بحري وبعمق (16.2) متر وتنتهي قناة الاقتراب بحوض لدوران السفن قطره (700) متر.

### ميناء رأس تنورة
هو ميناء نفطي حيوي يقع في الجهة الشمالية الشرقية لمدينة القطيف، يعتبر أكبر ميناء لشحن النفط في العالم، يشحن منه أكثر من 90% من صادرات المملكة العربية السعودية من الزيت الخام والمنتجات المكرره. يفصل الميناء مدينة رأس تنورة عن جزيرة تاروت وساحل مدينة القطيف، خليج شبه دائري مفتوح على الخليج من طرفه الجنوبي الشرقي المواجه لساحل مدينة الدمام الشمالي. يحد ميناء رأس تنورة، قديماً، من الجهة الشمالية عين ماء رحيمة التي كانت مصدر الماء الوحيد للبدو من قبيلة بني هاجر سكان تلك المنطقة في فترة ما قبل ظهور النفط. تبعد هذه العين عن مركز الجمارك العثماني برأس تنورة محل الدراسة قرابة كيلومترين، تقريباً، إلى جهة الشمال، كما ويحد رأس تنورة من الشمال، أيضاً، صحراء مممتدة تكثر بها الشجيرات البرية الصغيرة المتفرقة، وتقع فيها منطقة الجعيمة، وقرية شعاب. تمتد الصحراء على طول الشريط الساحلي مسافة 150 كليومتر تقريباً حتى أطراف بلدة «عينين» القديمة المعروفة حالياً بمدينة الجبيل، ويحد ميناء رأس تنورة من جهة الغرب خليج تاروت ويفصلها عن عدد من القرى التابعة للقطيف، وهي مرتبة من الشمال إلى الجنوب على طول الشريط الساحلي المقابل لرأس تنورة: صفوى ثم العوامية ثم قلعة القطيف. وتوجد جزيرة صغيرة تابعة لرأس تنورة تسمى حالة زعل، وتقع إلى الشمال الغربي من رأس تنورة.

### ميناء الملك فهد الصناعي بالجبيل
يقع في شرق السعودية على ساحل الخليج العربي ويحتوي على 27 رصيفا يعمل منها 19 بشكل كامل ويخدم مدينة الجبيل الصناعية، تم إنشائه في عام 1974 لاستيراد المواد الخام التي تتطلبها الصناعات المحلية، والمنتجات الصناعية مثل البتروكيماويات ومنتجات النفط المكررة والأسمدة الكيماوية والكبريت. يضم الميناء 34 رصيفًا. تبلغ طاقة الميناء في مناولة أكثر من خنسين مليون طن من السوائل السائبة، وأكثر من عشرة ملايين طن من المواد الأخرى.

### ميناء الجبيل التجاري
هو ميناء سعودي يقع بمدينة الجبيل على الساحل الشرقي للمملكة العربية السعودية ويطل على الخليج العربي ويبعد مسافة 80 كم شمال مدينة الدمام، وقد أنشئ ميناء الجبيل التجاري في عام 1397 هـ واكتملت كافة مرافقه عام 1400 هـ على مساحة تقدر بحوالي 4.125.940 متر مربع، وتم اختيار موقع الميناء بعناية خاصة وذلك لعمق المياه المتاخمة له. دشن الملك خالد بن عبدالعزيز آل سعود المرحلة الأولى من ميناء الجبيل التجاري في 17 ذي القعدة من عام 1397هـ/29 أكتوبر 1977م، وتضمنت هذه المرحلة إنشاء رصيفين طول كل منهما 500 متر بعمق 12متراً، وبنهاية عام 1401هـ/1980م أُنجز بناء 10 أرصفة ووضعت سبعة منها قيد التشغيل، بينما جرى تجهيز الأرصفة الثلاثة الآخرى للتشغيل عام 1402هـ/1981م، وقد انشأت المؤسسة العامة للمؤاني محطة للحاويات في الميناء، وكان الهدف منها مناولة شحنات الحاويات العائدة إلى مشروعات الميناء والمدينة الصناعيتين من جهة، ولأنها كانت حريصة على تشجيع نمو شحنات الحاويات عبر الجبيل من جهة أخرى.

## الموانئ السعودية الفرعية في البحر الأحمر

### ميناء الملك فهد الصناعي بينبع
هو ميناء يقع بمحافظة ينبع غرب السعودية، على ساحل البحر الأحمر، ويعتبر الميناء الأكبر في تحميل الزيت الخام والمنتجات المكررة والبتروكيماويات على البحر الأحمر، وهو مخصص لخدمة المجمعات الصناعية وتلبية متطلباتها بالإضافة إلى تصدير البترول الخام ومشتقاته المكررة وكذلك البتروكيماويات السائلة والصلبة إلى الأسواق العالمية، وتصل قدرة الميناء المناولـة إلى 130 مليون طن في العام. يقع على ساحل البحر الأحمر على نحو 300 كم شمال ميناء جدة الإسلامي، ويمتد بطول 25 كم في الإحداثي التالي خط الطول 23ْ 56َ شمالاً وخط العرض 38ْ 15َ شرقًا.

### ميناء الملك فيصل
يقع الميناء على الشاطئ الغربي للمملكة العربية السعودية على البحر الأحمر، وتوجد ثلاثة مداخل بحرية للميناء خلال الشعب المرجانية وهي: المدخل الشمالي، والمدخل الجنوبي، والمدخل المتوسط، ولقد تم إنشاء الميناء على جزيرة تسمى المفسكه حيث تبلغ مساحتها حوالي 1200 فدان، ويتصل الميناء بمدينة جدة بطريق اسفلتي مزدوج. يعتبر الميناء الوحيد من نوعه على الشاطئ الغربي لشبه الجزيرة العربية؛ فهو يخدم كل المناطق المجاورة للجزء الغربي من الجزيرة، والتي تعتبر من أهم المناطق المزدحمة بالسكان في المملكة، ويقوم الميناء بدور حيوي في التنمية الاقتصادية والتجارية في المملكة العربية السعودية.

### ميناء أملج
هو ميناء تجاري قديم يقع في محافظة أملج في منطقة تبوك على الشمالي الغربي من ساحل البحر الأحمر، منه تُبحر السفن الشراعية (القطاير) التي كان يصدر عليها من أملج الصدف والفحم النباتي إلى السويس بمصر والسودان، يتسع مرفأ أملج لعدد 240 قارب صيد مخصص للصيادين السعوديين وكبار السن، إضافة إلى مرفأ الحرة تحت الإنشاء بعدد 1400 قارب صيد، يستفيد منه أكثر من 1200 صياد سعودي و 1900 عامل صيد سعودي وأجنبي، ويصل إجمالي عدد قوارب الصيد بمحافظة أملج إلى 2500 قارب صيد إضافة إلى القوارب التي تستخدم في التنزه.

## الموانئ السعودية الفرعية في الخليج العربي

### ميناء العقير
هو ميناء بحري يقع في الأحساء، وهو أقدم ميناء بحري في المملكة العربية السعودية، ويبعد 65 كيلومتر عن مدينة الهفوف. وسمي بالعقير أو العجير كما يسميه أهالي الأحساء نسبة إلى اسم قبيلـة عجير التي سكنت المنطقة خلال الألف الأول قبل الميلاد.

### ميناء دارين
ميناء دارين ويسمى أيضاً ميناء المسك والعنبر هو ميناء بحري أثري يقع على خليج تاروت، غرب الخليج العربي. يعود تاريخ وجود الميناء إلى ما قبل العصر الإغريقي، ويُعدّ سابقاً أحد أهم المنافذ الاقتصادية لنقل البضائع والتوابل من الهند سابقاً، ومحطاً للسفن والقوارب الأخرى حاملة البضائع إلى الخليج. كما أنه كان يعج بالنشاطات الاقتصادية الأهلية كممارسة الغوص واستخراج اللؤلؤ. كانت بضائع الخضار والمنسوجات الحريرية تصل لمرفأ دارين قادمة من الصين، ومن ثم يتم تصديرها إلى جميع أنحاء البلاد العربية. حالياً، خُصِّص الميناء لقوارب الصيد الصغيرة بسبب ضحالة مياهه. وفي 2011م بدأت أعمال توسعة الميناء بقيمة 35 مليون دولار

### ميناء السفانية
هي ميناء بحري يقع في الجزء الشمالي الشرقي للمملكة العربية السعودية على مسافة 60 كيلومترًا من الحدود الجنوبية لدولة الكويت وتعتبر أكبر حقل نفطي بحري في العالم، وقد أقيمت منطقة حديثة على بعد 10 كيلومترات غربي الميناء حديثا للمواطنين في تلك المنطقة. تشغل شركة أرامكو السعودية حوالي 80 في المائة من شواطئ السفانية والجزء الآخر تشترك فيه مع شركة أعمال الخليج المشتركة (أرامكو السعودية وشركة النفط الكويتية)، وتوجد بعض مناطق الإسكان الخاصة بالشركات المرتبطة مع ارامكو في أعمال التنقيب وتشغيل المعامل. وتعتبر السفانية من أخصب الأماكن في الشرق الأوسط لمزارع الروبيان، لكنها تكون تحت ملكيات خاصة فيمنع صيد الروبيان والأسماك الا لمن كان لديه تصريح يخوله بعمل ذلك.

### خور سيهات
هو ممر بحري رئيسي يقع على الخليح العربي، بمدينة سيهات. كان يسلك خور سيهات البّحارة قديماً للوصول إلى عرض البحر حيث يُعدّ معلماً من معالم المنطقة منذ القدم، وقد أبحر فيه التجار من الهند وإيران وتجار الخليج العربي لصلاحية نقله للسفن الكبيرة وتمكينهم من الوصول إلى سواحل المنطقة وما زال السكان حتى الآن يمخرون عبابه بقواربهم لصيد الأسماك. يعتقد أن اسم خور سيهات عرف مع بداية قيام مدينة سيهات في القرن السابع الهجري تقريباً. ويذكر الرّواة أنه معروف منذ القدم ولم يطلق حديثاً، وإن جميع ملاحي البحر في منطقة القطيف يطلقون عليه اسم خور سيهات.

### مبنى الخان
يتألف مبنى الخان من مدخلان إحدهما يفتح في الواجهة الأمامية، والآخر يفتح في الواجهة الخلفية المطلة على البحر، وهو مبنى مستطيل الشكل طوله 124م×65م، يقع غرب الميناء وفي مقدمته مقصورتان رئيستان تتقدمان بشكل بارز على مستوى الواجهة، ويزيد أرتفاعهما عن ستة أمتار، وفي كل واجهة نافذتان مستطيلتان في أعلاهما نافذتان مربعتان الشكل للإضاءة، ونافذتان من كل جانب، ويبلغ مجموع عدد النوافذ ست نوافذ مستطيلة في أعلاها أقواس نصف دائرية مزينة بمثلثات زجاجية ذات تفرعات خشبية وخلفها قضبان حديدية، وسُقفت غُرف المبنى بالصندل والباسكيل والحصر، وغُطيت بالطين مما جعلها تبدو كغرف مراقبة، وعلى يمينها ويسارها أربعة أعمدة مربعة الشكل تحمل ثلاثة أروقة، ومستوى سقوفها العلوية على مستوى أرضية الغرفة العليا في المقصورة.

### مجمع الملك سلمان العالمي للصناعات والخدمات البحرية
هو حوض لبناء السفن يقع مقره في رأس الخير بالقرب من مدينة الجبيل الصناعية على الساحل الشرقي للسعودية. المجمع تحت الإنشاء حاليا، ومن المتوقع أن تبدأ عمليات الإنتاج الرئيسية في نهاية عام 2018 على أن تكتمل القدرة الإنتاجية للمجمع في عام 2022. ويعدّ أكبر مجمع للصناعات البحرية في السعودية، والأكبر على مستوى الشرق الأوسط من حيث القدرة الإنتاجية والنطاق.

## وصلات خارجية
- موقع الهيئة العامة للمواني السعودية الرسمي.